# Geranomyia inaequituberculata
Geranomyia inaequituberculata är en tvåvingeart som först beskrevs av Alexander 1930.  Geranomyia inaequituberculata ingår i släktet Geranomyia och familjen småharkrankar.
Artens utbredningsområde är Paraguay. Inga underarter finns listade i Catalogue of Life.